# Kazimierz Stojałowski
Kazimierz Stojałowski (ur. 1 października 1903 w Toruniu, zm. 21 grudnia 1995 w Szczecinie) – polski  profesor nauk medycznych w zakresie patomorfologii, nauczyciel akademicki

## Życiorys

### Dzieciństwo i młodość
Urodził się w rodzinie Ludwika Stojałowskiego (1868–1912), mistrza rzeźnickiego i właściciela zakładu w Toruniu-Mokrem oraz Weroniki de domo Gembarskiej (1879–1931). Gimnazjum skończył w rodzinnym mieście; w tym czasie uczył też języka polskiego dzieci z rodzin robotniczych. W latach 1918–1920 należał do Towarzystwa Tomasza Zana – młodzieżowej organizacji patriotycznej – oraz uczestniczył w organizacji drużyny harcerskiej im. Zawiszy Czarnego, jednej z najstarszych drużyn w Polsce (zob. 16 Warszawska Drużyna Harcerzy). W wojnie polsko-bolszewickiej uczestniczył jako ochotnik, przydzielony do 18 pułku Ułanów Pomorskich (nie brał udziału w walkach).
Egzamin maturalny zdał w 1922, po czym studiował medycynę na Wydziale Lekarskim Uniwersytetu Poznańskiego (1922–1928). Jako student był członkiem korporacji akademickiej „Baltia” (zob. też hymn korporacji). W korporacji pełnił funkcje sekretarza (sem. let. 1925/1926) i wiceprezesa (sem. zim. 1926/1927), a po studiach – członka komitetu redakcyjnego „Rocznika Korporacyjnego” (1939); był też sekretarzem (1931/1932) i wiceprezesem (1936–1939) Koła Filistrów. W korporacji „Masovia” wygłaszał wykłady na temat polskości Prus Wschodnich (1939). „Masovia” przyznała mu tytuł filistra honorowego.

### Dwudziestolecie międzywojenne
Po studiach, zakończonych w 1928 otrzymaniem dyplomu doktora wszech nauk lekarskich, pracował w:
- 1928–1929 – sanatorium chorób płuc w Kowanówku pod Obornikami Wielkopolskimi jako ftyzjatra
- 1930–1939 – Zakładzie Anatomii Patologicznej Uniwersytetu Poznańskiego, kierowanym przez Ludwika Skubiszewskiego (od 1932 jako adiunkt)
- równocześnie w latach 1933–1938 – w poznańskim Szpitalu Elżbietanek (jako wolontariusz)

W 1935 uzyskał specjalizację II stopnia w dziedzinie patomorfologii, a w 1937 – w dziedzinie chorób wewnętrznych. Wyniki badań publikował w „Nowinach Lekarskich” i był członkiem zespołu redakcyjnego tego czasopisma. W 1938 specjalizował się w zakresie anatomopatologii w Institut du Cancer w Villejuif i paryskim Instytucie Pasteura. Odwiedził także ośrodki anatomii patologicznej w Bordeaux, Stuttgarcie, Tybindze, Tuluzie, Berlinie, Dreźnie, Lipsku, Frankfurcie nad Menem.

### II wojna światowa
Po wybuchu II wojny światowej brał udział w kampanii wrześniowej, był naczelnym lekarzem odcinka Warszawa-Zachód (Wola) w czasie obrony stolicy. Po kapitulacji wrócił do Poznania, skąd został wysiedlony. Zamieszkał i pracował w Gorlicach jako kierownik Powiatowego Ośrodka Zdrowia, lekarz Ubezpieczalni Społecznej oraz kierownik założonego przez siebie powiatowego oddziału Polskiego Komitetu Opiekuńczego.

### Okres powojenny w Poznaniu
Po zakończeniu wojny był lekarzem Ubezpieczalni Społecznej w Toruniu, wkrótce jednak przeniósł się do Poznania. Wrócił do pracy w Zakładzie Anatomii Patologicznej Uniwersytetu Poznańskiego; kierował ponadto Oddziałem Stomatologii Wydziału Lekarskiego. W kwietniu 1945 rozpoczął zajęcia dydaktyczne, a w lipcu uzyskał habilitację na podstawie rozprawy Morfologiczne badania porównawcze nad rolą układu mezenchymalnego, w szczególności sercowo-naczyniowego w zapaleniu hiperergicznym i gośćcowym (praca nagrodzona w 1947 przez PAU). W latach 1947–1948 pracował w Zakładzie Medycyny Sądowej Uniwersytetu Poznańskiego. W 1948 otrzymał tytuł profesora nadzwyczajnego.

### Praca w Szczecinie
We wrześniu 1948 podjął pracę na stanowisku profesora nadzwyczajnego w nowo powstałej Akademii Lekarskiej w Szczecinie (później Pomorska Akademia Medyczna); był kierownikiem Katedry Anatomii Patologicznej, a dodatkowo Zakładu Medycyny Sądowej PAM (1948–1951). Zorganizował Zakład Anatomii Patologicznej, jednostkę naukowo-dydaktyczną pełniącą również funkcje usługowe. W Zakładzie prowadził kompleksowe badania w zakresie patomorfologii i patogenezy w stawach i układzie sercowo-naczyniowym przy chorobie reumatycznej i reumatoidalnej. Stworzył w zakładzie znaną w świecie szkołę naukową, do której należeli m.in. prof. Stanisław Woyke, prof. Aleksandra Krygier-Stojałowska, prof. Władysław Parafiniuk, prof. K. Dominiczak. W roku 1957 otrzymał tytuł profesora zwyczajnego.
Był promotorem 14 prac doktorskich i opiekunem naukowym 4 habilitacji. Pełnił funkcję prorektora PAM do spraw klinicznych (1964–1966) i do spraw naukowych (1966–1972). Opublikował ponad 150 prac naukowych.
Po przejściu na emeryturę w 1974 pracował jako profesor kontraktowy w Zakładzie Anatomii Patologicznej (po reorganizacji – Zakładzie Patomorfologii Klinicznej).

## Wybrane publikacje
- O uchyłkach nabytych pęcherza moczowego, Polski Przegląd Chirurgiczny 1931
- Recherches cliniques et experimentales sur l'action des rayons X sur les amygdales palatines, Rev. Otorhinolaryng 1939 (z A. Radzymińskim),
- Morfologiczne badania porównawcze nad rolą układu mezenchymalnego, a w szczególności sercowo-naczyniowego w zapaleniu hyperergicznym i gośćcowym, Prace Komisji Lekarskiej Poznańskiego Towarzystwa Przyjaciół Nauk, 1947
- Anatomia patologiczna w zarysie, wyd. I 1962, wyd. II 1971
- Reactions of Dermal Connective Tissue in Rheumatoid Arthritis, I Congr. Europ. Soc. Pathol., Warszawa 1966

## Członkostwo w stowarzyszeniach i radach naukowych
W latach 1933–1937 oraz w roku 1947 był sekretarzem Wydziału IV Poznańskiego Towarzystwa Przyjaciół Nauk, a w latach 1945–1948 – sekretarzem Poznańskiego Towarzystwa Lekarskiego. W roku 1947 został członkiem Komisji Antropologicznej Polskiej Akademii Umiejętności.
W Szczecinie w roku 1948 założył – wspólnie z Jakubem Węgierką – Towarzystwo Lekarsko-Naukowe (później – Oddział Szczeciński Polskiego Towarzystwa Lekarskiego). Był współzałożycielem Szczecińskiego Towarzystwa Naukowego, Szczecińsko-Koszalińskiego Oddziału Polskiego Towarzystwa Reumatologicznego i założycielem Szczecińsko-Koszalińskiego Oddziału Polskiego Towarzystwa Anatomopatologów; przez wiele lat kierował tymi stowarzyszeniami. Uczestniczył w organizacji Polskiego Towarzystwa Histochemików i Cytochemików (1956); w latach 1965–1968 był przewodniczącym Komisji Rewizyjnej Zarządu Głównego. Należał do Rady Naukowej Instytutu Reumatologicznego w Warszawie (1966–1972 – członek, od 1966 – przewodniczący), Rady Naukowej przy Ministrze Zdrowia i Opieki Społecznej (1968–1970) i Rady Towarzystw Naukowych przy Prezydium PAN. Należał do zespołu redakcyjnego czasopisma Nowiny Lekarskie (1938–1939 i 1947–1950), do redakcji czasopisma Patologia Polska (od jego powstania w 1950) oraz zespołów redakcyjnych Przeglądu Lekarskiego (1952–1954) i Roczników Pomorskiej Akademii Medycznej w Szczecinie (1956–1957). Od 1959 wchodził w skład redakcji czasopisma Reumatologia Polska (później –Reumatologia), a od 1963 – redakcji Folia Histochemica et Cytochemica.

## Odznaczenia, nagrody i wyróżnienia[12]
- Krzyż Oficerski Orderu Odrodzenia Polski
- Order Sztandaru Pracy I klasy
- Medal X-lecia Polski Ludowej (1956)[13]
- złota odznaka „Gryfa Pomorskiego” (1957)
- Nagroda PAU, Kraków (1948)
- Dyplom Uznania na Zjeździe Polskiego Towarzystwa Reumatologicznego, Kraków (1955)
- Nagroda miasta Szczecina (1957)
- Nagrody resortowe I stopnia (1964, 1966)
- I Nagroda Polskiego Towarzystwa Anatomicznego (1964)
- Medal pamiątkowy z okazji 25-lecia nauki szczecińskiej (1971)
- Nagroda zespołowa ZG Polskiego Towarzystwa Anatomopatologów (1972)
- Medal Amicus Scientiae et Veritatis[2]
- Medal „Zasłużony dla Ziemi Szczecińskiej” (1973)
- Medal „Wielkiej Zasłudze – Ziemia Szczecińska” (1973)
- Odznaka Zasłużony Nauczyciel PRL (1974)
- Medal 30-lecia „Gryfa Pomorskiego” (1975)
- Nagroda Wojewody Szczecińskiego (1977)
- wpisany do „Księgi zasłużonych województwa szczecińskiego”
- tytuł członka honorowego Polskiego Towarzystwa Patologicznego (1973)[14]
- tytuł doktora honoris causa PAM (1974)
- tytuł członka honorowego Polskiego Towarzystwa Lekarskiego (1976)
- tytuł członka honorowego Szczecińskiego Towarzystwa Naukowego (1982)
- Odznaka Zasłużony Lekarz PRL (1984)

## Życie prywatne[2]
Był trzykrotnie żonaty. Pierwsze małżeństwo zostało unieważnione wkrótce po ślubie (lata 20.  XX w.). Z drugą żoną, poślubioną w roku 1944, rozwiódł się w latach 50. W 1965 zawarł związek małżeński ze swoją współpracownicą, Aleksandrą Krygier (później – profesor patologii i kierownik Zakładu Patologii Komórki i Katedry Patologii Wydziału Stomatologicznego PAM). Mieli syna, Stefana (ur. 1968; obecnie specjalista w zakresie genetyki i hodowli roślin w szczecińskiej Akademii Rolniczej).